# NGC 7148
NGC 7148 – gwiazda optycznie potrójna znajdująca się w gwiazdozbiorze Pegaza (przez wiele źródeł uznawana za podwójną, gdyż na taką wygląda w słabszych teleskopach; jej północno-wschodni składnik można rozdzielić na dwie gwiazdy dopiero za pomocą dużego teleskopu). Zaobserwował ją Heinrich Louis d’Arrest 15 września 1865 roku i skatalogował jako obiekt typu „mgławicowego”.
Niektóre katalogi i bazy danych (np. SIMBAD) błędnie podają, że NGC 7148 to galaktyka LEDA 67538 (PGC 67538); jest ona zbyt słabo widoczna, by d’Arrest mógł ją dostrzec za pomocą swojego 11-calowego teleskopu, ponadto znajduje się dość daleko od podanej przez odkrywcę pozycji. Na niebie, tuż na południe od gwiazdy potrójnej także znajduje się galaktyka, ale ona również jest zbyt słabo widoczna i nie miała żadnego wpływu na obserwację obiektu NGC 7148 przez d’Arresta.